# Jay C. Flippen
Jay C. Flippen (* 6. März 1899 in Little Rock, Arkansas; † 3. Februar 1971 in Los Angeles, Kalifornien) war ein US-amerikanischer Schauspieler.

## Leben
Jay C. Flippen stand bereits mit 16 Jahren das erste Mal auf einer Vaudeville-Bühne mit Al Jolson. 1920 gab er seinen Einstand am Broadway. Ab den 1920er-Jahren absolvierte er sporadisch Filmauftritte, doch erst mit Ende der 1940er-Jahre wirkte er regelmäßig an Hollywood-Filmen mit. war er bereits ein anerkannter Theaterschauspieler und Radiomoderator. Aufgefallen ist er vor allem durch einige bemerkenswerte Nebenrollen in Western und Kriminalfilmen der 1950er Jahre, wo er besonders häufig in der Rolle eines Sheriffs besetzt wurde.
In späteren Jahren wurde Flippen von Krankheiten geplagt. Während er seine Sheriff-Rolle in der klassischen Westernkomödie Cat Ballou (1965) drehte, musste ihm das Bein amputiert werden, nachdem sich aus einer leichten Schürfwunde, die sich vermutlich durch sein Diabetes verschlimmerte, eine schwere Infektion entwickelte. Er setzte seine Karriere oft im Rollstuhl fort. 
Jay C. Flippen war von 1947 bis zu seinem Tode mit der Drehbuchautorin Ruth Brooks Flippen verheiratet.

## Filmografie (Auswahl)
- 1928: The Ham What Am
- 1934: Million Dollar Ransom
- 1947: Die Bestie von Shanghai (Intrigue)
- 1948: Sie leben bei Nacht (They Live by Night)
- 1949: Seemannslos (Down to the Sea in Ships)
- 1949: Der Schlagerkönig (Oh, You Beautiful Doll)
- 1950: Winchester ’73
- 1950: Die Piratenbraut (Buccaneer’s Girl)
- 1950: Der Unglücksrabe (The Yellow Cab Man)
- 1950: Vorposten in Wildwest (Two Flags West)
- 1951: Stählerne Schwingen (Flying Leathernecks)
- 1951: The Model and the Marriage Broker
- 1951: Der Mordprozeß O’Hara (The People Against O’Hara)
- 1952: Die Spielhölle von Las Vegas (The Las Vegas Story)
- 1952: Meuterei am Schlangenfluß (Bend of the River)
- 1952: Faustrecht in Minnesota (Woman of the North Country)
- 1953: Die Todesbucht von Louisiana (Thunder Bay)
- 1953: Der Wilde (The Wild One)
- 1953: Hölle der Gefangenen (Devil’s Canyon)
- 1954: Über den Todespaß (The Far Country)
- 1955: Mit stahlharter Faust (Man without a Star)
- 1955: In geheimer Kommandosache (Strategic Air Command)
- 1955: Vorwiegend heiter (It's Always Fair Weather)
- 1955: Oklahoma!
- 1956: Die Rechnung ging nicht auf (The Killing)
- 1956: Heißer Süden (The King and Four Queens)
- 1956: Die siebte Kavallerie (Seventh Cavalry)
- 1957: Düsenjäger (Jet Pilot)
- 1957: Die Uhr ist abgelaufen (Night Passage)
- 1957: Lederstrumpf: Der Wildtöter (The Deerslayer)
- 1958: Schieß zurück, Cowboy (From Hell to Texas)
- 1959: Die Unbestechlichen (The Untouchables) (Fernsehserie, Folge „Kopf oder Zahl“)
- 1960: Die Plünderer (The Plunderers)
- 1960: Wilder Strom (Wild River)
- 1965: Cat Ballou – Hängen sollst du in Wyoming (Cat Ballou)
- 1968: Die Unerschrockenen (Hellfighters)
- 1968: Die fünf Vogelfreien (Firecreek)
- 1970: Tod eines Bürgers (The Old Man Who Cried Wolf)